# Urach (mittelalterliches Adelsgeschlecht)

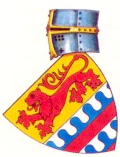
Wappen der Grafen von Urach

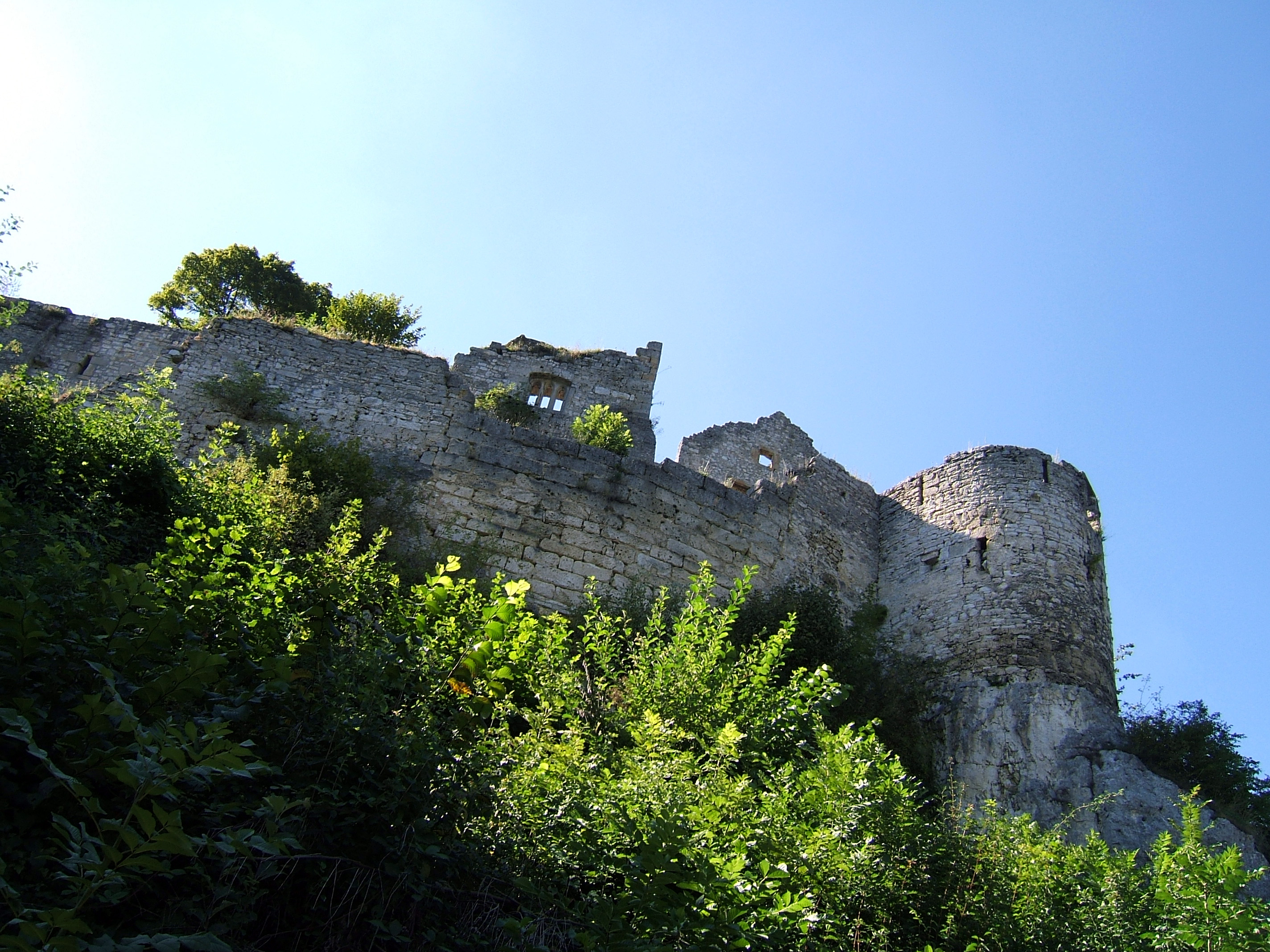
Burg Hohenurach, Stammsitz der Grafen von Urach

Die Grafen von Urach waren ein schwäbisches Adelsgeschlecht des 12. und 13. Jahrhunderts, die von ihrem Hauptsitz bei Urach (heute Bad Urach in Baden-Württemberg) wirkten. Die Grafen von Urach waren stammesverwandt mit den Grafen von Achalm. Aus ihrem Geschlecht gingen die Grafen von Freiburg und die Grafen von Fürstenberg hervor, von denen letzteres Adelshaus noch besteht. Die Uracher Linie endete bereits um das Jahr 1261, Urach war fortan Teil der Grafschaft Württemberg.
Der Titel Graf bzw. Herzog von Urach wurde im 18. und 19. Jahrhundert vom Haus Württemberg neu vergeben, woraus die morganatische Seitenlinie Haus Urach entstand, die nicht mit dem mittelalterlichen Adelsgeschlecht verwandt ist.

## Geschichte

### Herkunft
In der früheren Gaugrafschaft im Swiggerstal (Ermstal) erschienen Anfang des 11. Jahrhunderts die Gebrüder Egino und Rudolf, deren Hauptsitz bei Dettingen lag. Die Herkunft der Grafen mit weit gestreutem Besitz im Schwäbischen, im Zürichgau und Thurgau, lässt sich durch Quellen nicht bestimmen.
- Ältere Darstellungen vermuten aufgrund von Besitztradition und Namenshäufigkeit eine Nachkommenschaft eines Grafen „Unruoch“ (eventuell Unruoch III. aus dem Adelsgeschlecht der Unruochinger).
- Neuere Darstellungen schließen auf einen Ursprung der Uracher bei Aura an der Saale (Würzburg), wonach „Urach“ ein mitgebrachter Hausname wäre.[2]

Verknüpfendes Element beider Darstellungen könnte eine Abstammung der Gebrüder von einem Egino mit Herkunft aus Ostfranken und der Königstochter Mathilde sein. Mathilde ist eine Tochter von König Konrad von Burgund und damit Enkeltochter von Berta von Schwaben. Letztere ist wiederum eine Nachkommin der Unruochinger, über ihren Ur-Ur-Großvater Eberhard von Friaul.

### Entwicklung
Um 1050 ließen die beiden Brüder zunächst die Burg Achalm bei Reutlingen errichten. Rudolf von Achalm und seine Erben bildeten dort die Linie der Grafen von Achalm, während die Erben Eginos I. von Dettingen im oberen Ermstal bei Bad Urach eine weitere Burg errichten ließen. Es ist nicht sicher, ob dies die Wasserburg Urach oder die Höhenburg Urach war. Als Gründer kommen Egino II. († 1105) Graf im Swiggerstal  oder dessen Sohn Egino III. der Jüngere († nach 1160) in Betracht.
Die strategische Lage an einer wichtigen Handelsstraße am Albaufstieg zwischen Neckargebiet und den Hochflächen der Schwäbischen Alb begünstigte die Entwicklung von Urach. Der Ort erhielt 1140 Marktrechte.
Egino IV. erweiterte nach dem Tode von Berthold V. 1219 das Herrschaftsgebiet um weitere Besitzungen aufgrund seiner Hochzeit 1180 mit Agnes von Zähringen. Sein Sohn Egino V. konnte sich im Erbstreit mit einer Nebenlinie der Zähringer erfolgreich durchsetzen. Mit der Burg Zindelstein wurden die gestreuten Besitzungen im Breisgau und in der Baar verbunden. Er verlagerte seinen Hauptsitz nach Freiburg. Als Egino I. wurde er Graf von Freiburg.
Um 1235 unterstützten Egino V. und seine Brüder Berthold und Rudolf den abtrünnigen König Heinrich VII. gegen dessen Vater und Kaiser Friedrich II. Die Einnahme der Burg Achalm durch kaisertreue Belagerer konnte noch verhindert werden, doch bei einer offenen Schlacht im Swiggerstal wurden die Uracher mit ihren Verbündeten Heinrich und Gottfried von Neuffen geschlagen.
Mit dem Verfall der Staufer-Herrschaft um 1250 gingen auch die Uracher Grafen unter.
Heinrich von Urach wurde 1249 Graf von Freiburg, 1250 Graf von Fürstenberg und Landgraf in der Baar. 1254 tauschte er die Hälfte von Urach gegen die Hälfte von Wittlingen. 1265 musste er wohl aus Geldmangel Burg und die meisten Besitzungen bei Urach an Graf Ulrich von Württemberg verkaufen.
Die Uracher Linie endete mit dem Tod Berthold des Jüngeren um das Jahr 1261. Urach war fortan Teil der Grafschaft Württemberg.

## Bedeutende Mitglieder
- Gebhard II. von Urach († 1. März 1110); Benediktiner, Abt des Klosters Hirsau und von 1104 bis 1107 Bischof von Speyer.
- Kuno von Urach († 1122), 1080 Kaplan von Wilhelm dem Eroberer, ab 1108 Kardinalbischof von Praeneste, 1114–1121 päpstlicher Legat.
- Egino III. der Jüngere († 1160 oder später) war der erste beurkundete Graf von Urach aus Uracher Linie und vielleicht auch Gründer der Burg. Er gilt als Staufer-Stütze und -Vasall.
- Egino IV. der Bärtige (* um 1160; † 1230) heiratete die Tochter von Herzog Berthold IV. von Zähringen und erbte nach dem Aussterben der Zähringer deren rechtsrheinische Besitzungen.
- Konrad von Urach († 1227) war Mönch des Zisterzienserordens. In einer steilen Karriere wurde er Abt von Clairvaux, General-Abt von Citeaux und schließlich Kardinalbischof von Porto und Santa Rufina. Als päpstlicher Legat vertrat der den Papst in Frankreich (1220–1223) und Deutschland (1224–1226). Nach dem Tod von Papst Honorius III. soll er Aussichten auf dessen Nachfolge gehabt haben. Er gründete und förderte die Kartause Güterstein.
- Berthold von Urach († 1242) war 1207–21 Abt von Tennenbach und 1221–30 Abt von Lützel.
- Egino V. der Jüngere (* um 1185; † 1236), erster Uracher Graf von Freiburg (Egino I.), Erbe der Zähringer und Ahnherr des Hauses Fürstenberg.
- Heinrich von Urach († 1283 oder 1284), wurde 1250 Graf von Fürstenberg und Landgraf in der Baar.

## Stammliste

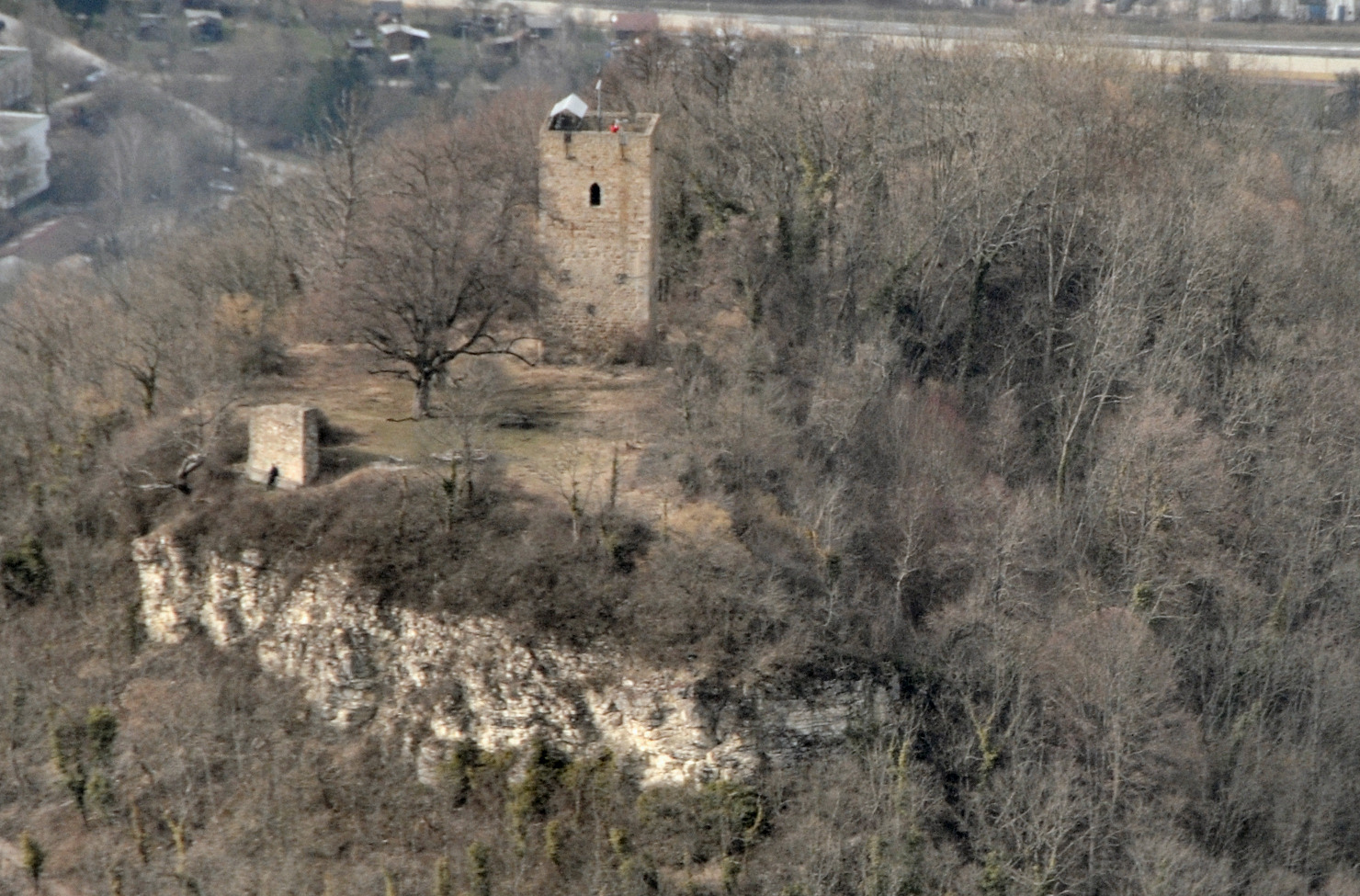
Burg Achalm

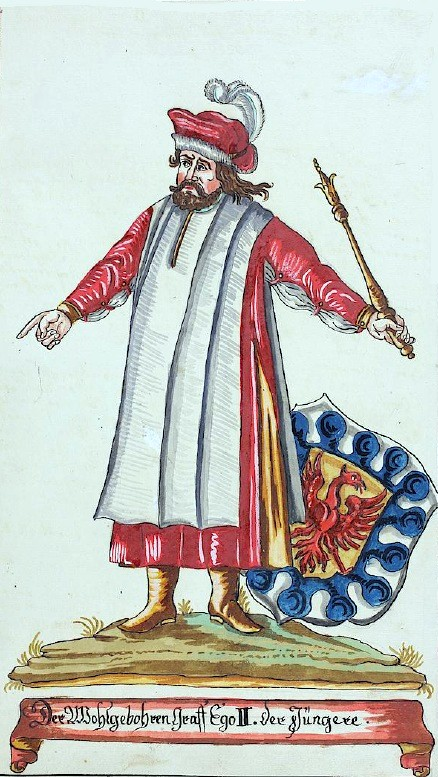
Egino V. von Urach (ca. 1185–1236) führte als Egino I., Graf von Freiburg, statt des Uracher Löwen den roten Adler des ausgestorbenen Geschlechts seiner Mutter, der Zähringer, in seinem Wappen

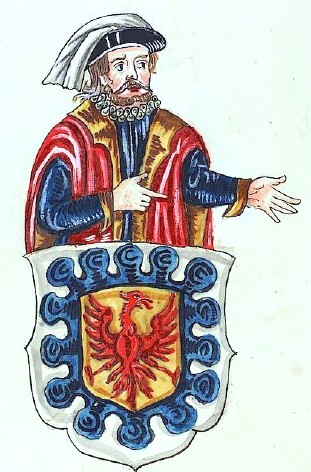
Heinrich von Urach († 1283/4), 1250 Graf von Fürstenberg, Begründer der Grafen und Fürsten zu Fürstenberg

1. Egino I. von Dettingen der Ältere († um 1050), begann um 1040, die Burg Achalm zu erbauen
  1. Egino II. († 7. Juli/5. November 1105), 1091–1105 Graf im Swiggerstal (Ermstal),  
⚭ Kunigunde/Hadwich (?)
    1. Egino III. der Jüngere († 25. Juli 1160 oder später), Graf von Urach 
⚭ Kunigunde von Wasserburg († 4. September 1168 oder später) Tochter von Engelbert Hallgraf, Graf von Attel, Lindburg und Wasserburg
      1. Egino IV. der Bärtige (* um 1160; † 1230), Graf von Urach 
⚭ Agnes von Zähringen († um 1220), Tochter von Herzog Berthold IV.
        1. NN Tochter
        2. Egino V. der Jüngere (* um 1185; † 1236), 1230–1236 Graf von Urach, Graf von Freiburg (Egino I.) 
⚭ Adelheid von Neuffen, Tochter von Heinrich von Neuffen
          1. Konrad I. von Urach (* um 1226; † 21. Mai 1271 gefallen), Graf von Freiburg
          2. Berthold der Jüngere († wohl 1261), Graf von Urach 
⚭ vor 1238 Agatha von Lechsgemünd, Tochter von Berthold I. Graf von Lechsgemünd
            1. Bertha 1261 Nonne in Sirnau

          3. Kunigunde († vor 1252) 
⚭ Otto Graf von Eberstein († 1279)
          4. Heinrich von Urach († 24. Dezember 1283 oder 6. Januar 1284), Graf von Urach, 1249 Graf von Freiburg, 1250 Graf von Fürstenberg und Landgraf in der Baar 
⚭ vor 1245 Agnes von Truhendingen
          5. Gottfried († 1278 oder danach), Kanoniker in Konstanz
          6. Gerhard († 20. September 1252/59), Kanoniker in Straßburg und Konstanz
          7. NN Tochter 
⚭ Gottfried I. Graf von Habsburg-Laufenburg

        3. Rudolf († vor 1260), Graf von Urach-Dettingen, 1254 Mönch in Bebenhausen
        4. Konrad von Urach (* um 1185; † 1227), 1219 Kardinal und Bischof von Porto und Santa Rufina
        5. Berthold († 8./13. August 1242), 1207–21 Abt von Tennenbach, 1221–30 Abt von Lützel
        6. Agnes 
⚭ Heinrich I. von Baden († 13. Januar 1231), Markgraf von Hachberg
        7. Heilwig (* 1215; † 1262) 
⚭ Friedrich II. († 1234) Graf von Pfirt-Altkirch (Comte de Ferrette)
        8. Jolanthe 
⚭ Ulrich III. Graf von Neuenburg zu Nidau († 1225)
        9. NN Tochter

    2. Gebhard († 1141), 1131–1140 Bischof von Straßburg
    3. Udalhild († nach 1130/34), gründete Kloster St. Nicholas 
⚭ Friedrich I. von Zollern
    4. Alberada

  2. Gebhard/Gerhard II. († 1. März 1110), 1091 Abt von Hirsau, 1105–1107 Bischof von Speyer
  3. Mathilde/Mechthild († 20. November ----) 
⚭ Mangold († 11. August 1122), Herr von Sulmetingen, (siehe Herren von Neuffen)
    1. Egino Graf von Neuffen
    2. Liutfried († 31. März vor 1150), Graf von Neuffen
      1. Bertold I. (* 1160; † 19. oder 21. Oktober nach 1221), Herr und Graf von Weißenhorn, 1198/1221 Graf von Neuffen, 1170/82 Graf von Achalm

    3. Ulrich († 20. Juni vor 1150), Mönch zu Zwiefalten
    4. Mathilde († 4. Februar nach 1140–1150), Nonne zu Zwiefalten

  4. Kuno († 1122), Kardinalbischof von Praeneste (Palestrina)[4]

Anmerkung: Die Liste enthält Angaben aus verschiedenen Darstellungen.

## Wiederverwendung des Titels durch das Haus Württemberg
Im 18. und 19. Jahrhundert wurde der Titel eines Grafen bzw. Herzogs von Urach dreimal an unebenbürtige Angehörige des Hauses Württemberg verliehen, die ihn mithin an ihre Nachkommen weitergaben.